# Potentille fausse alchémille
Potentilla alchemilloides
Espèce
Classification phylogénétique
La potentille fausse alchémille  (Potentilla alchemilloides) est une espèce de plantes à fleurs de la famille des Rosacées.
C'est une plante herbacée vivace endémique de l'ouest des Pyrénées et des Monts Cantabriques.

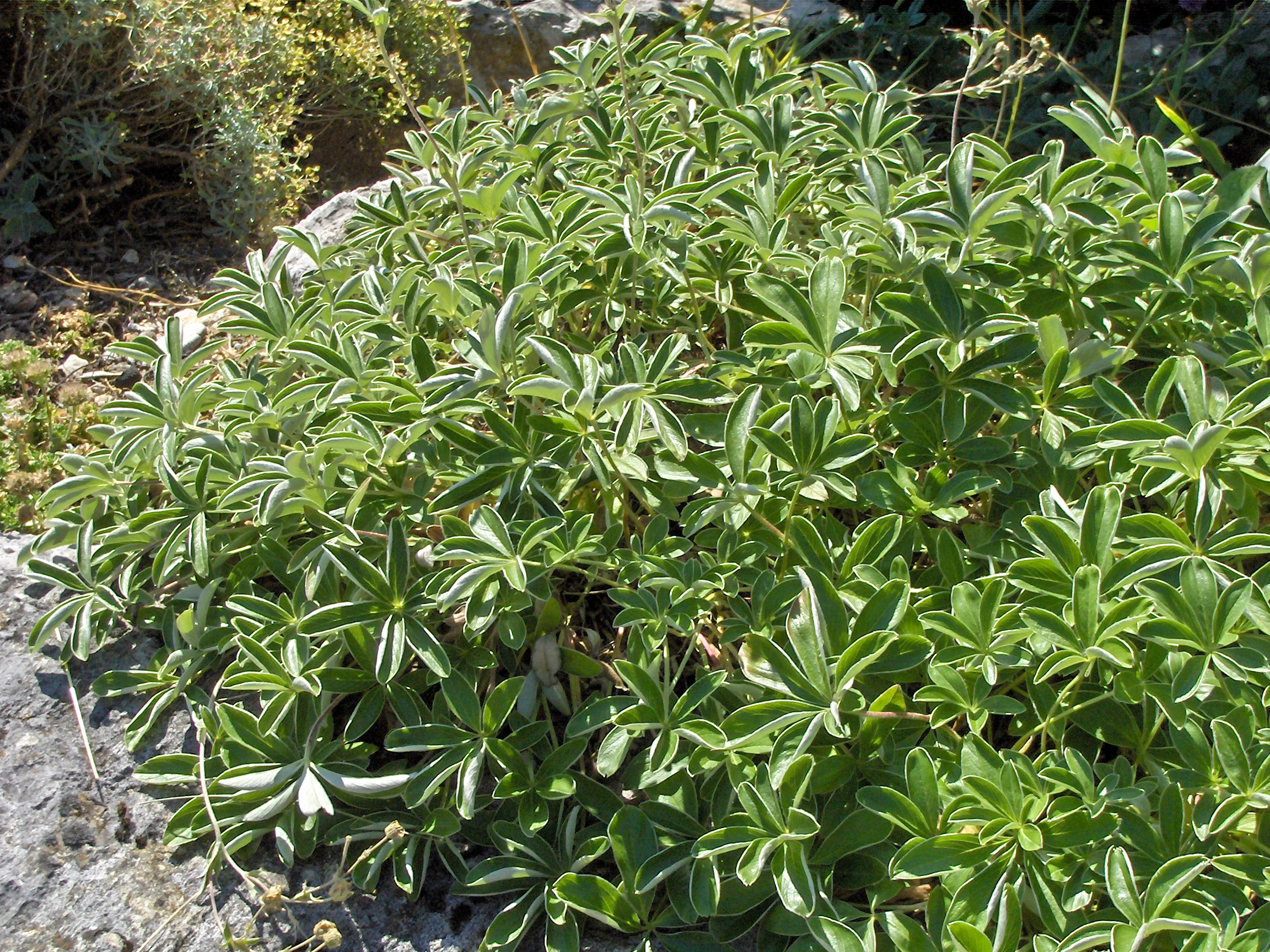
Aspect général.